# Europaspiele 2019/Teilnehmer (San Marino)
| Gelbes Symbol für Goldmedaillen mit stilisierten Olympischen Ringen | Graues Symbol für Silbermedaillen mit stilisierten Olympischen Ringen | Braundes Symbol für Bronzemedaillen mit stilisierten Olympischen Ringen |
| ------------------------------------------------------------------- | --------------------------------------------------------------------- | ----------------------------------------------------------------------- |
| —                                                                   | —                                                                     | 1                                                                       |

San Marino nahm mit 5 Athleten (vier Männer, eine Frau) an den Europaspielen 2019 vom 21. bis 30. Juni 2019 in Minsk teil.

## Medaillen

### Medaillenspiegel
| Rang   | Sportart | Gold | Silber | Bronze | Gesamt |
| ------ | -------- | ---- | ------ | ------ | ------ |
| 1      | Ringen   | —    | —      | 1      | 1      |
| Gesamt | Gesamt   | 0    | 0      | 1      | 1      |

### Medaillengewinner
| Name/n      | Sportart | Wettkampf             |
| ----------- | -------- | --------------------- |
| Bronze      |          |                       |
| Myles Amine | Ringen   | Freier Stil bis 86 kg |

## Teilnehmer nach Sportarten

### Bogenschießen

#### Recurvebogen
| Athleten       | Wettbewerb | Platzierungsrunde | Platzierungsrunde | 1. Runde (64er) | 1. Runde (64er) | 2. Runde (32er) | 2. Runde (32er) | Achtelfinale  | Achtelfinale  | Viertelfinale | Viertelfinale | Halbfinale    | Halbfinale    | Finale        | Finale        | Rang |
| Athleten       | Wettbewerb | Ringe             | Rang              | Gegner          | Ergebnis        | Gegner          | Ergebnis        | Gegner        | Ergebnis      | Gegner        | Ergebnis      | Gegner        | Ergebnis      | Gegner        | Ergebnis      | Rang |
| -------------- | ---------- | ----------------- | ----------------- | --------------- | --------------- | --------------- | --------------- | ------------- | ------------- | ------------- | ------------- | ------------- | ------------- | ------------- | ------------- | ---- |
| Männer         |            |                   |                   |                 |                 |                 |                 |               |               |               |               |               |               |               |               |      |
| Jacopo Forlani | Einzel     | 621               | 43                | Erik Ebermann   | 6:4             | Patrick Huston  | 2:6             | ausgeschieden | ausgeschieden | ausgeschieden | ausgeschieden | ausgeschieden | ausgeschieden | ausgeschieden | ausgeschieden | 17   |

### Schießen
| Athleten                            | Wettbewerb | Qualifikation  | Qualifikation | Finale         | Finale        | Rang |
| Athleten                            | Wettbewerb | Ringe/Scheiben | Rang          | Ringe/Scheiben | Rang          | Rang |
| ----------------------------------- | ---------- | -------------- | ------------- | -------------- | ------------- | ---- |
| Frauen                              |            |                |               |                |               |      |
| Alessandra Perilli                  | Trap       | 101            | 19            | ausgeschieden  | ausgeschieden | 19   |
| Männer                              |            |                |               |                |               |      |
| Gian Marco Berti                    | Trap       | 103            | 30            | ausgeschieden  | ausgeschieden | 30   |
| Mixed                               |            |                |               |                |               |      |
| Alessandra Perilli Gian Marco Berti | Trap       | 115            | 22            | ausgeschieden  | ausgeschieden | 22   |

### Ringen
| Athleten    | Wettbewerb            | Achtelfinale     | Achtelfinale | Viertelfinale | Viertelfinale | Halbfinale    | Halbfinale    | Finale                     | Finale   | Rang   |
| Athleten    | Wettbewerb            | Gegner           | Ergebnis     | Gegner        | Ergebnis      | Gegner        | Ergebnis      | Gegner                     | Ergebnis | Rang   |
| ----------- | --------------------- | ---------------- | ------------ | ------------- | ------------- | ------------- | ------------- | -------------------------- | -------- | ------ |
| Männer      |                       |                  |              |               |               |               |               |                            |          |        |
| Myles Amine | Freier Stil bis 86 kg | Dauren Kurugliev | 0:6          | ausgeschieden | ausgeschieden | ausgeschieden | ausgeschieden | Bronze: Alexander Gostiyev | 3:3      | Bronze |

Malik Amin war als Ersatz nominiert.